# Ophiostigma abnorme
Ophiostigma abnorme är en ormstjärneart som först beskrevs av George Richard Lyman 1878.  Ophiostigma abnorme ingår i släktet Ophiostigma och familjen trådormstjärnor. Inga underarter finns listade i Catalogue of Life.